# Cudos
Cudos är en kommun i departementet Gironde i regionen Nouvelle-Aquitaine i sydvästra Frankrike. Kommunen ligger i kantonen Bazas som tillhör arrondissementet Langon. År 2022 hade Cudos 790 invånare.

## Befolkningsutveckling
Antalet invånare i kommunen Cudos
Referens:INSEE